# Mariehamns Stadshus
Mariehamns Stadshus ist der Sitz des Stadtrats und der Stadtverwaltung in Mariehamn, dem Hauptort der finnischen Åland-Inseln und des Stadtkreises Mariehamn. Der Rathaus-Komplex entstand nach Entwürfen des Architekten Lars Sonck sowie nach Feinplanungen und unter Leitung des finnischen Baumeisters Karl Bäckström und steht seit 2014 unter Denkmalschutz.

## Lage

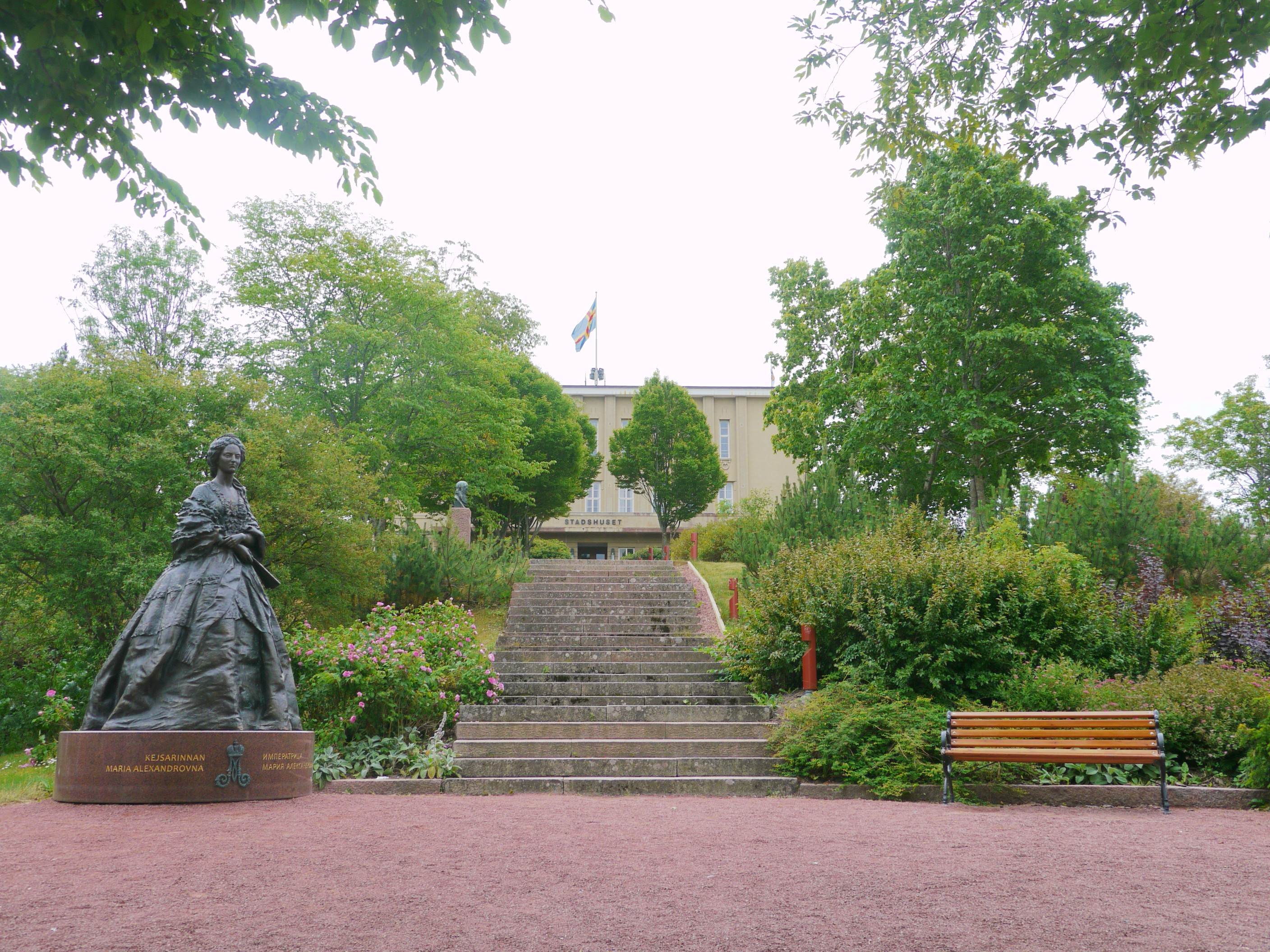
Denkmal für Maria Alexandrowna mit Inschrift am Sockel, im Hintergrund die Westseite vom Stadshus

Das Rathaus befindet sich auf dem Öhbergs-Hügel (Öhbergska backen) inmitten einer gepflegten Parkanlage. Der Park mit dem Stadthaus wird begrenzt von der Torggatan (westlich), der Österlede (nördlich), der Sonckstigen (östlich) und der Mariegatan (südlich). Die von Westen heranführende Södragatan endet an der Torggatan, von wo aus eine lange, mehrfach abgesetzte Freitreppe auf den Hügel führt. Auf dem ersten Treppenabsatz ist ein Springbrunnen in einem achteckigen ebenerdigen Becken installiert. Auf einem weiteren größeren Treppenabsatz befindet sich ein Denkmal für Maria Alexandrowna, Ehefrau des russischen Zaren Alexander II. Die Bronze-Skulptur steht auf einem runden roten Granitsockel mit goldener Inschrift. (Die Åland-Inseln gehörten bei der Anlage der Stadt zum Russischen Reich.)
Auf einer weiteren rechteckigen Granitsäule an der Treppe wird mit einer Bronzebüste der Theologe, Pädagoge und Sozialreformer auf den Åland-Inseln Franz Peter von Knorring (Ervknorring) (1792–1875) geehrt.

Direkt auf der Hügelkuppe gibt es kein anderes Bauwerk.

## Geschichte
Die Stadt Mariehamn wurde ab 1859 nach Plänen von Georg Theodor Chiewitz vollständig neu angelegt und hat deshalb keine lange Entstehungsgeschichte. – Zu Verwaltungszwecken hatte sich bald ein von den Einwohnern gewählter Stadtrat gegründet. Als ersten Versammlungsort nutzten die Ratsmitglieder ab 1890 ein bereits vorhandenes Sozialzentrum und die Aula einer Grundschule. Beschlossen wurde später daher, ein gesondertes Rathaus bauen zu lassen und zwar auf dem im Stadtgebiet liegenden Hügel Öhbergska backen. Zur Erlangung von Bauplänen für ein repräsentatives Rathaus wurden Anfang der 1930er Jahre drei bereits bekannte Architekten zu einem Wettbewerb eingeladen: A. Rickardsson, Ole Gripenberg und Oscar Bomanson (statt Bomanson trat Stadtplaner Bertel Jung in den laufenden Wettbewerb). Eine Bewerbung von Lars Sonck erfolgte erst, nachdem alle ersten Entwürfe abgelehnt worden waren, da sie nicht repräsentativ genug seien. Der Planungsausschuss der Stadtverwaltung legte Wert darauf, „dass das Rathaus als das Schloss, das es werden sollte, auf der Spitze des Hügels und nirgendwo sonst auf dem riesigen Hügel stehen sollte“.

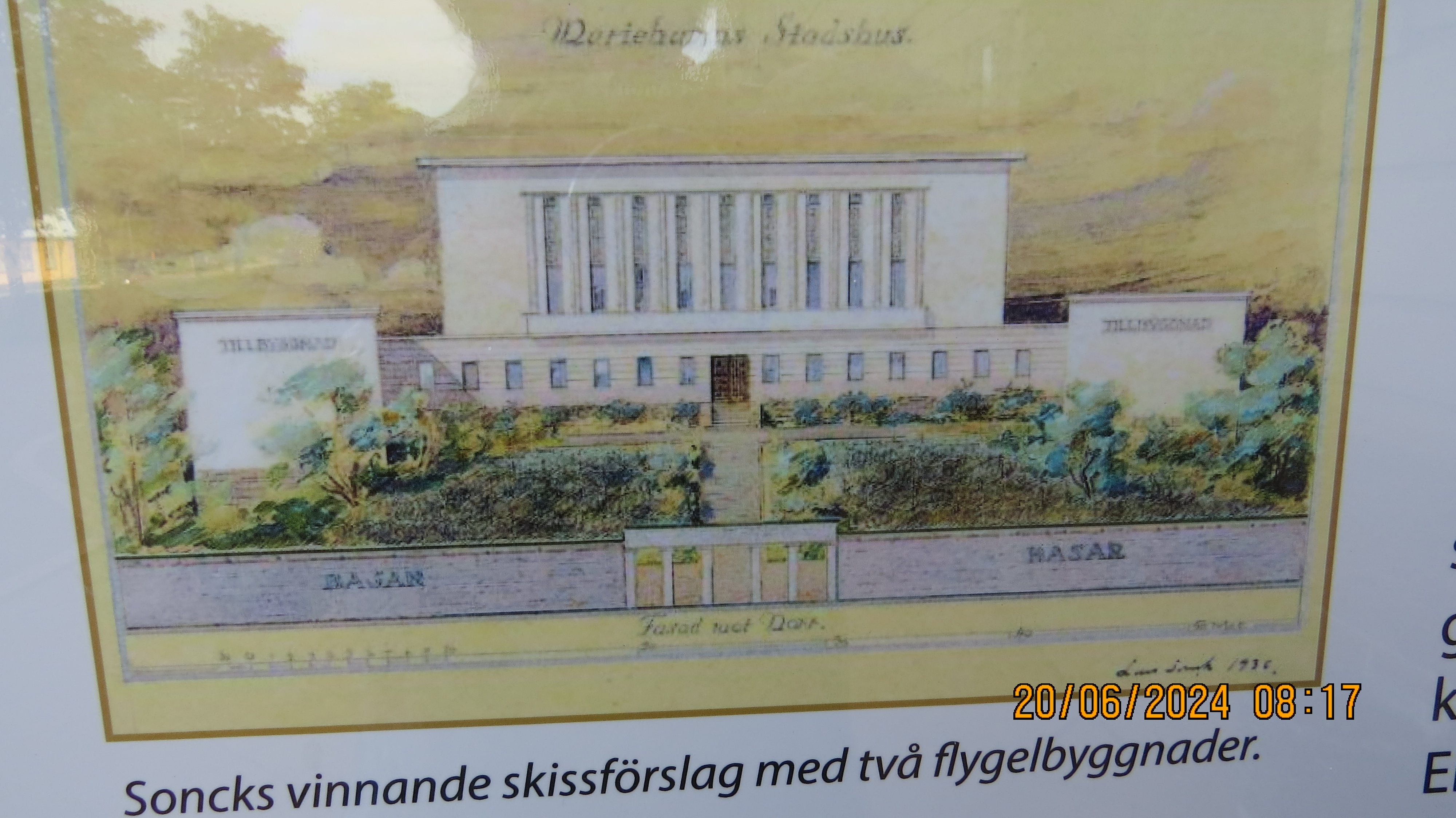
Soncks Bauentwurf, frei zugängig in einem Schaukasten am Fuße des Stadthauses

Im Januar 1937 stimmte der Rathausausschuss für die Pläne von Sonck, der Stadtrat lehnte jedoch die folgende Detailplanung ab. Im Mai 1937 erhielt nun Baumeister Karl Bäckström aus Turku den Auftrag für die Feinplanung und die Bauleitung; eine Summe von 3,89 Millionen Finnische Mark hatte die Stadt dafür vorgesehen. Beide Personen gelten damit als Erbauer des Rathauses, da die Grundidee von Sonck die Basis für den Bau bildet.
Die Bauarbeiten begannen im Juni 1938, am 17. August wurde die Grundsteinlegung gefeiert und am 30. September 1939 war das Bauwerk fertig. Der Innenausbau dauerte dann noch bis Oktober 1939; die erste Sitzung des Stadtrates konnte am 26. Oktober 1939 im Festsaal des neuen Rathauses stattfinden. Die tatsächlichen Baukosten betrugen schließlich fünf Millionen Finnische Mark, darin enthalten auch das Feuerwehrdepot, eine Bibliothek, ein Staats- und Polizeigefängnis,  eine Garage für Krankenfahrzeuge sowie ein Gericht.
Die Feuerwehr und die Wagenremisen wurden später an anderer Stelle der Stadt positioniert. Die im Festsaal vorhandene Bühne dient seit der Eröffnung des Kommunalgebäudes auch für den Auftritt der Stadttheaters.
Seit der Eröffnung des Stadthauses wird der Hügel als Stadshus backen bezeichnet.
Nach umfassenden Sanierungsarbeiten des Rathauskomplexes zu Beginn des 21. Jahrhunderts wurde das Stadshus 2014 unter Denkmalschutz gestellt.

## Architektur

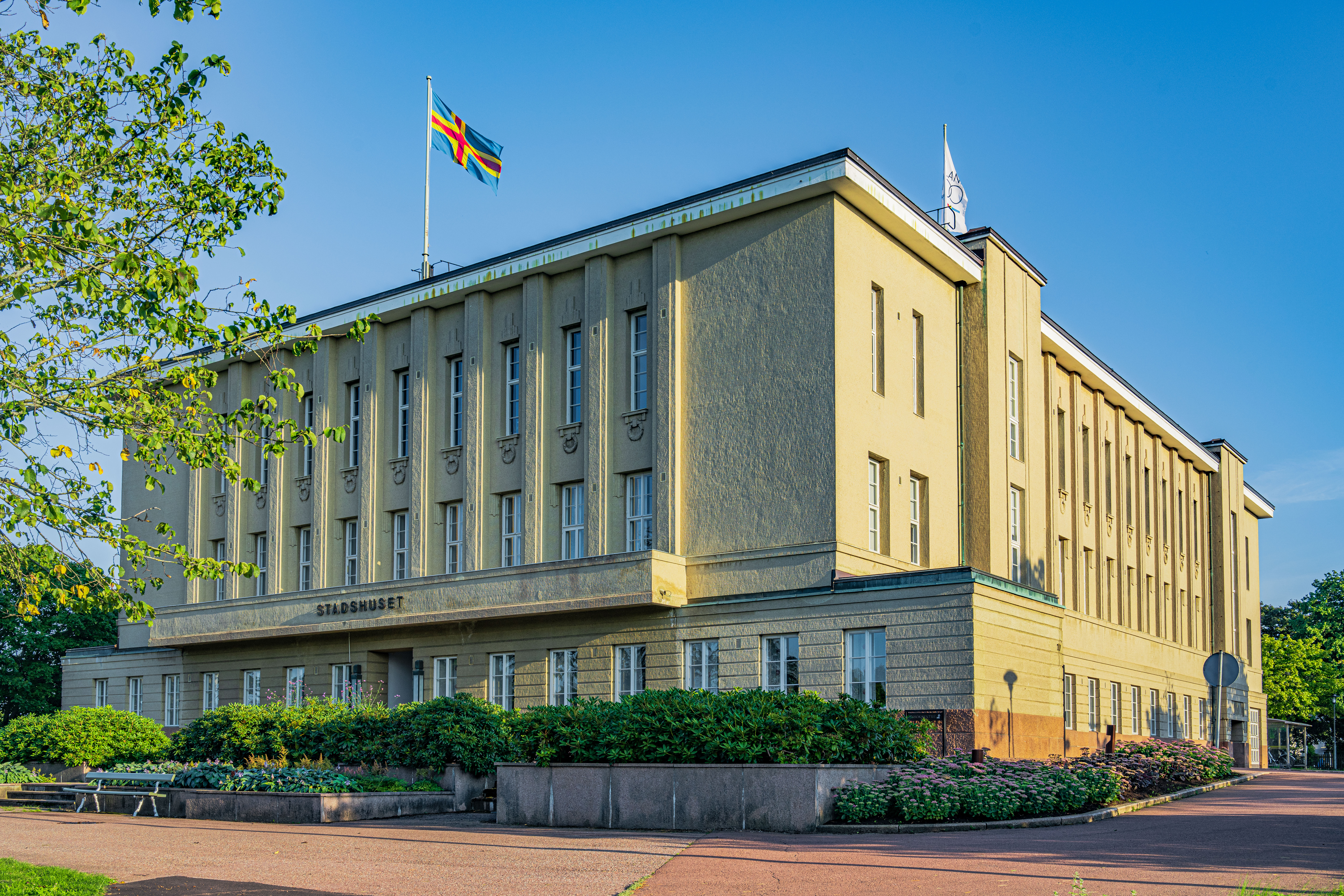
Nordwestseite des Stadthauses

Der Baukomplex weist hauptsächlich Elemente der Nationalromantik auf und ist mit etwas Moderne gemischt.
Die gesamte rechteckige bebaute Fläche beträgt etwa 1800 m² (53 Meter lang, 35 Meter breit). Auf einem hohen Sockel erhebt sich ein dreigeschossiger 15-achsiger Bau. Die Seitenflügel sind 9-achsig, am Nordflügel gibt es bis zum ersten Stock sogar 11 Achsen, was die Statik des Bauwerks auf der Hügelkuppe verbessert.
Der Stadthaus-Komplex ist ein symmetrischer Baublock, der aus vier Flügeln gebildet wird, über denen sich ein kupfergedecktes ganz flaches Walmdach herumzieht. Im Zentrum des Bauwerks deckt ein weiteres Walmdach einen im Hof vorhandenen Pavillon. Auf allen vier Seiten gibt es Eingänge, für Besucher sind der West- und der Nordeingang vorbehalten.
Schmuckelemente an den Fassaden sind die senkrecht betonten Fensterbänder, ein vorspringender Sims an der Schaufassade und senkrecht betonte Bauvorsprünge für die Treppenhäuser an den Seitenflügeln.
Die Bautiefe der Flügel beträgt einheitlich rund 11 m.
Unter den Fenstern der zweiten Etage schmücken stilisierte Lorbeerkränze als Putzrelief die Fassaden.
Die ehemaligen Feuerwehrremisen an der Südseite des Hauses sind später umgenutzt und die Einfahrten durch breite fast quadratische Sprossenfenster ersetzt worden. Auf dem Dach dieses nur eingeschossigen Anbaus entstand dann eine Terrasse mit den Maßen 15 m × 4 m.
Im Innenhof vom Stadshus befindet sich ein Pavillon, der als Veranstaltungsort für verschiedene kulturelle und gesellschaftliche Ereignisse genutzt wird. Er wird durch ein gesondertes (oben genanntes Dach) gegen Wetterunbilden geschützt.

## Aktuelle Nutzung
Der große Festsaal des Rathauses dient für Sitzungen des Stadtrats von Mariehamn, aber auch für Konzerte und (seit den 1940er Jahren) für Aufführungen des Stadttheaters.
Die Ratsmitglieder haben ihre Büros im Hauptgebäude und führen dort auch regelmäßige Bürgersprechstunden durch. Es handelt sich um kein Museum, sondern um ein aktiv genutztes Kommunalgebäude.

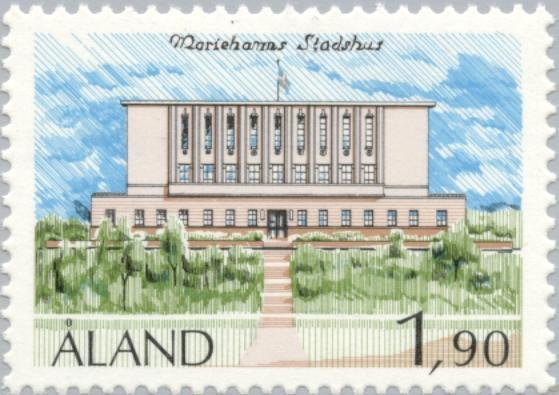
Briefmarke von 1989

## Sonstiges
Auf einer Briefmarke der Åland-Inseln (Wert 1,90 Finnmark, Ausgabedatum 2. Januar 1989) ist das Stadshus Mariehamn abgebildet (siehe Bild; zum 50-jährigen Bestehen?).